# Kvantování
Kvantování je ve fyzice proces, při kterém se klasické fyzikální objekty a veličiny popisující jejich chování nahrazují odpovídajícími matematickými strukturami kvantové teorie (např. operátory, vlnová funkce, stavový vektor, dráhový integrál apod.) a zákony klasické fyziky, popisující vztahy mezi veličinami, se nahrazují odpovídajícími zákony kvantové teorie.
Tento proces umožňuje popsat a vysvětlit kvantové chování systémů a mimo jiné i skutečnost, že některé veličiny nabývají pouze diskrétních hodnot. Často se mění po celých násobcích kvant, tj. elementárních hodnot veličiny, odvozených od Planckovy konstanty nebo elementárního náboje. V takovém případě hovoříme o kvantování dané veličiny.

## Matematické metody
Matematické metody kvantování nejsou zcela obecné - pro daný případ je potřeba volit vhodnou metodu. Lze sem zařadit např.:
- Kanonické kvantování
- Feynmanovské kvantování

Pro některá klasická pole není postup kvantování známý, např. gravitační pole, jehož kvantová varianta, tzv. kvantová gravitace, zatím nebyla vytvořena.

## Využití
Cílem kvantování je vytvořit kvantové teorie pole odpovídající klasickým teoriím pole. Při kvantování polí je klasický přístup k fyzikálnímu poli nahrazován interagujícími částicemi, které jsou pro dané pole charakteristické. Např. při kvantování elektromagnetického pole se vyskytují fotony (kvanta elektromagnetického pole), které zprostředkovávají elektromagnetickou interakci.
Výsledkem kvantování mohou být nejen reálné částice, ale také tzv. kvazičástice, např. fonony.
Kvantování je důležitou součástí teorií částicové fyziky, jaderné fyziky, kvantové optiky nebo fyziky kondenzovaného stavu.